# Шулешко, Фёдор Иосифович
Фёдор Иосифович Шулешко (10 мая 1921, Свободный — 24 апреля 2007, Москва) — советский государственный и хозяйственный деятель.

## Биография
Родился в 1921 году в городе Свободном. Член КПСС.
С 1943 года — на хозяйственной, общественной и партийной работе.
В 1943—2005 годах:
- дежурный по станции, заместитель начальника станции Кропачёво,
- заместитель начальника, начальник станции Златоуст,
- заместитель начальника отдела движения Златоустовского отделения дороги,
- начальник станции Карталы I,
- заместитель начальника Челябинского отделения дороги,
- начальник Троицкого отделения дороги,
- начальник станции Магнитогорск,
- начальник отдела эксплуатации Челябинского отделения дороги,
- заместитель начальника, начальник службы движения управления Южно-Уральской железной дороги,
- начальник Челябинского отделения дороги,
- начальник Южно-Уральской железной дороги,
- начальник Северной железной дороги,
- первый заместитель министра путей сообщения СССР.

С 1985 года на пенсии, но продолжал работать председателем Центрального Совета ветеранов железнодорожного транспорта.
Избирался депутатом Верховного Совета РСФСР 10-го созыва.
Умер в Москве в 2007 году.